# Martin Bourboulon

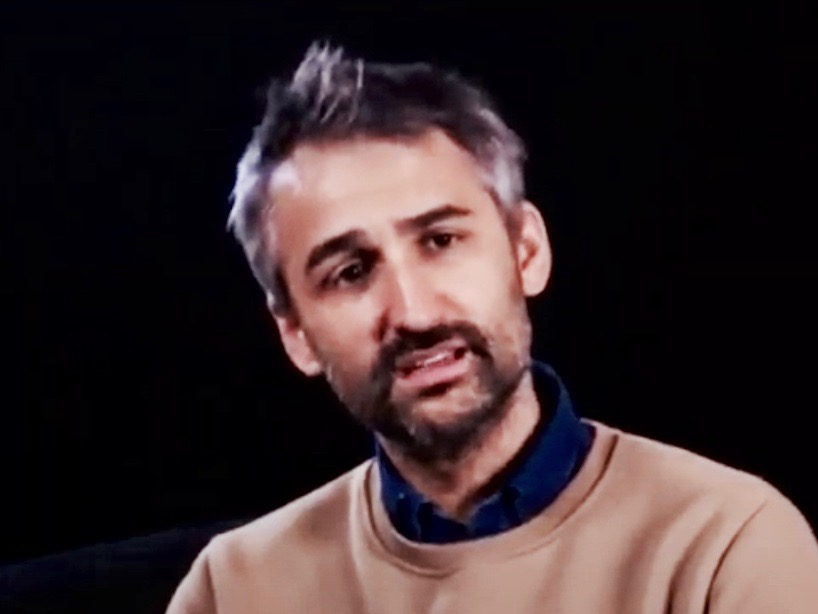

Martin Bourboulon (* 27. Juni 1979) ist ein französischer Regisseur und Drehbuchautor.

## Leben
Bourboulon ist Sohn des Filmproduzenten Frédéric Bourboulon. Anfangs arbeitete er als Regieassistent.
2015 gewann er auf dem Alpe d’Huez International Comedy Film Festival den Publikumspreis in der Kategorie Bester Film für Mama gegen Papa – Wer hier verliert, gewinnt.

## Filmographie (Auswahl)
- 2002: Die Wahrheit über Charlie (Regieassistent)
- 2002: Der Passierschein (Regieassistent)
- 2015: Mama gegen Papa – Wer hier verliert, gewinnt (Regie)
- 2016: Glücklich geschieden – Mama gegen Papa 2 (Regie und Buch)
- 2021: Eiffel in Love (Regie und Buch)
- 2023: Die drei Musketiere – D’Artagnan (Les Trois Mousquetaires: D’Artagnan)
- 2023: Die drei Musketiere – Milady (Les trois mousquetaires: Milady)